# فيليب موناغان
فيليب موناغان (بالإنجليزية: Philip Monaghan)‏ هو رسام أمريكي، ولد في 27 سبتمبر 1954.